# Есянь
Еся́нь (кит. упр. 叶县, пиньинь Yè xiàn) — уезд городского округа Пиндиншань провинции Хэнань (КНР).

## История
В эпоху Вёсен и Осеней, когда эти места находились в составе царства Чу, они были отданы в кормление высокому сановнику Шэнь Чжуляну, получившему титул «Е-гун»; с той поры эта местность носит название «Е».
При империи Хань здесь находились уезды Есянь и Куньян (昆阳县); Есянь относился к провинции Цзинчжоу (荆州), а Куньян — к провинции Юйчжоу (豫州). В эпоху Южных и Северных династий уезд Есянь был в 457 году расформирован, но при империи Северная Вэй создан вновь. При империи Северная Ци был расформирован уезд Куньян.
После основания империи Суй уезд Есянь был поначалу переименован в Лишуй (澧水县), но вскоре ему было возвращено прежнее название, а в 605 году к нему был присоединён уезд Диннань (定南县).
После чжурчжэньского завоевания было создано марионеточное государство Ци, и эти земли вошли в его состав. В 1136 году власти уезда Есянь переехали из старого административного центра в бывший административный центр уезда Куньян. Год спустя Ци было аннексировано чжурчжэньской империей Цзинь.
В 1949 году был создан Специальный район Сюйчан (许昌专区), и уезд вошёл в его состав. В 1969 году Специальный район Сюйчан был переименован в Округ Сюйчан (许昌地区).
В 1983 году уезд был передан в состав городского округа Пиндиншань.

## Административное деление
Уезд делится на 9 посёлков, 8 волостей и 1 национальную волость.